# Никольский храм (Жабки)
Церковь Святителя Николая Чудотворца — приходской храм Егорьевского благочиннического округа Коломенской епархии Русской православной церкви, находящийся в селе Жабки городского округа Егорьевск Московской области.

## История
Первое упоминание о Никольской церкви в Коломенских писцовых книгах относится к 1578 году. В XVII веке писцовые книги сообщают, что в церкви находился придел во имя мученицы Параскевы Пятницы и что церковь «стоит без пения» (то есть в ней не совершаются богослужения).
В 1776 году вместо сильно обветшавшей построена новая деревянная Никольская церковь с приделом в честь иконы Божией Матери «Живоносный источник». В 1783 году к храму пристроена деревянная колокольня.
В 1871 году была построена тёплая (то есть отапливаемая) однопрестольная церковь в честь иконы Божией Матери «Всех скорбящих радость».
В 1907 году на средства благотворителей и прихожан было начато строительство нового каменного храма в честь Николая Чудотворца с приделами в честь иконы Божией Матери «Живоносный источник» и «Всех скорбящих радость».
Предание гласит, что на сельском сходе колокольню возвести бревенчатую, а из сэкономленного кирпича построить церковно-приходскую школу. На 1914 год в ней обучались 45 мальчиков и 42 девочки.
Внутренняя отделка завершена к 1916 года. В том же году в ней начались регулярные богослужения.
По описи строений и имущества 1919 года в селе было три храма: два деревянных, один из которых был совсем ветхим, и каменный одноглавый с незаконченной к тому времени деревянной колокольней. Самый большой из колоколов нового храма весил 101 пуд (1654 кг).
После закрытия храма в 1940 году настоятель храма протоиерей Николай Брежнев жил в церковной сторожке. Втайне от чужих глаз крестил, исповедовал и причащал людей. Он скончался в 1949 году и похоронен у алтаря храма.
В храме сохранялся иконостас, но в 1960-х годах его распилили на доски.

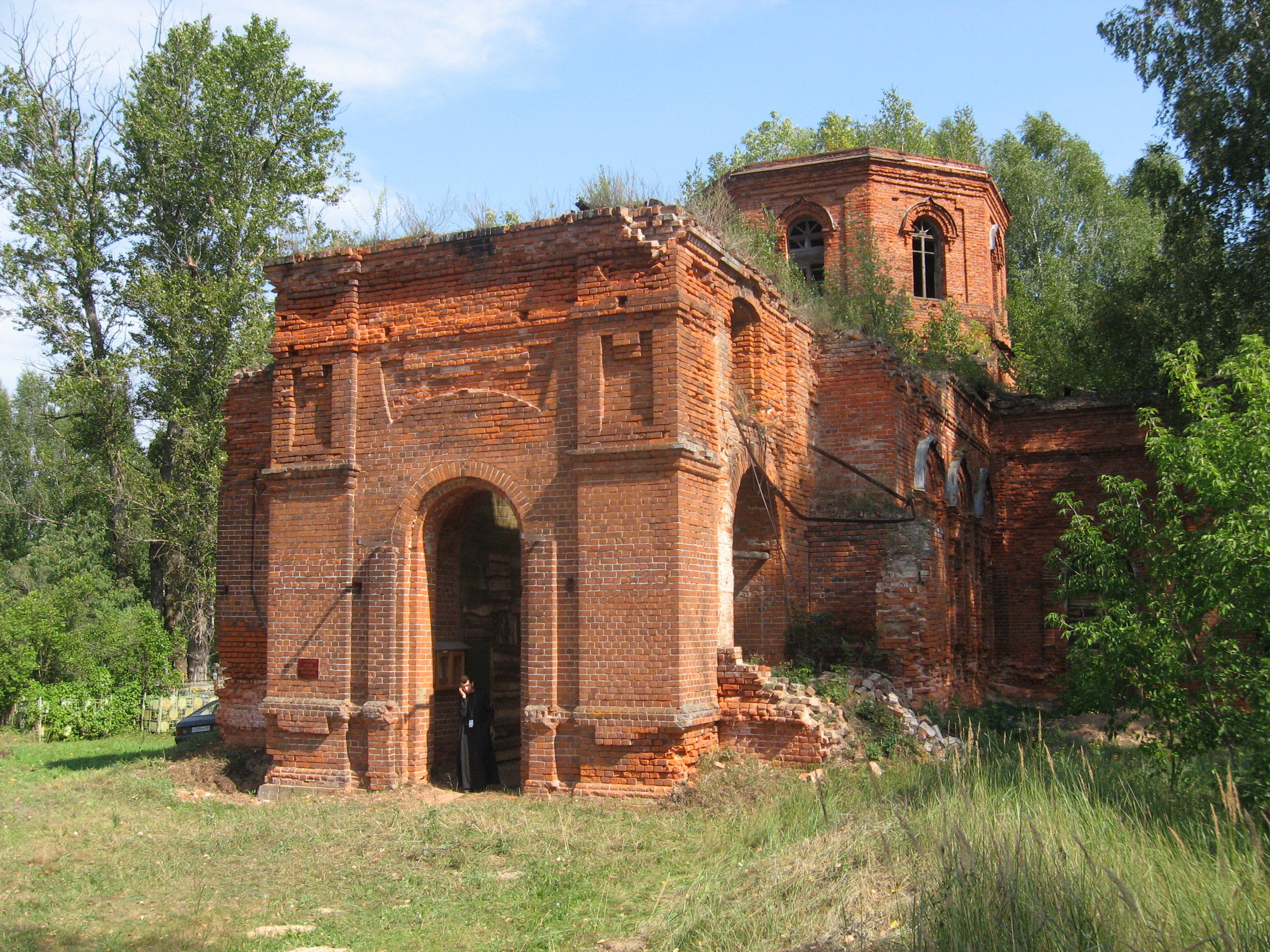
храм до начала восстановления. 2007 год.

В 1990-е годы храм подвергся новому разорению. Были срезаны решётки с окон. Неизвестные пытались разобрать стены на кирпичи. Под крыльцом копались некие кладоискатели, после «трудов» которых треснул фундамент колокольни.
До 2001 года, когда был образован православный приход, никем не использовалась. Здание постепенно разрушалось.
15 марта 2002 года постановлением Правительства Московской области № 84/9 поставлен на
государственную охрану как объект культурного наследия.
Первая литургия была отслужена летом 2002 года благочинным Егорьевского округа иеромонахом Никодимом (Луневым), который в сентябре того же года был назначен постоянным настоятелем.
В июле 2006 года настоятелем храма стал священник Георгий Плотников, по воспоминаниям которого

Первый год мы служили молебны, читали акафисты, здесь не было ни окон, ни дверей. Свечи было бесполезно зажигать так как сквозняком их сразу задувало. На второй год, в 2007 г., силами прихожан забили окна, соорудили из фанеры иконостас, сделали двери. В конце лета 2007 г. начали по воскресеньям служить литургию, но из-за холодов службы прекратились. В 2008 г. с помощью благотворителей купили печку, отгородили придел в честь иконы Божией Матери «Живоносный источник». Теперь службы проводятся регулярно, даже в зимнее время.
Купол храма, обрушенный в 1970-е годы, восстановили в 2008 году в рамках федеральной программы «Храмы России».
4 октября 2009 года после божественной литургии был освящён и водружён крест на купол
.
В январе 2016 года настоятель храма священник Георгий Плотников так описывал свой приход:

Приход у нас небольшой. Само село Жабки уже можно считать вымершим. Постоянных жителей осталось в нём всего два человека. Оживают Жабки только летом, когда в купленные деревенские дома приезжают горожане. Они-то и приходят в наш храм.
Ещё приезжают люди из Колионова, Бутова, Починок. Ездят из Шатурского района — Антипина, Шарапова, Новошина. Живут наши прихожане и в Егорьевске и в других городах Подмосковья, в частности, в Жуковском. По праздникам набирается человек сорок. Это, конечно, немного. Но приход наш дружный, после службы общаемся, пьём чай. По возможности собираемся, чтобы поработать во славу Божью.

В 2017—2018 годы храм был полностью отреставрирован в рамках реализации проекта «Восстановим порушенные святыни».
30 сентября 2018 года митрополит Крутицкий и Коломенский Ювеналий совершил великое освящение храма и возглавил Божественную литургию в новоосвященном храме, отметив, что это десятых храм, восстановленный в рамках деятельности «Благотворительного фонда по возрождению порушенных святынь». Кроме того, митрополит Ювеналий сказал: "Обычно после Литургии, по традиции церковной, духовенство и верующие собираются в церковном доме, чтобы еще за трапезой отметить праздник. Но это первый храм в моей практике, где нет даже дома для священника, где можно ему преклонить голову. <…> Мне кажется, что мы не должны пройти мимо проблемы этого храма. В ближайшие месяцы, я думаю, самое позднее — к престольному празднику, Николе зимнему, мы здесь соорудим приходской храмовый дом, где будут учиться в воскресной школе дети, где постоянно при храме будет жить священник. Тогда здесь начнется нормальная приходская жизнь.

## Клирики храма

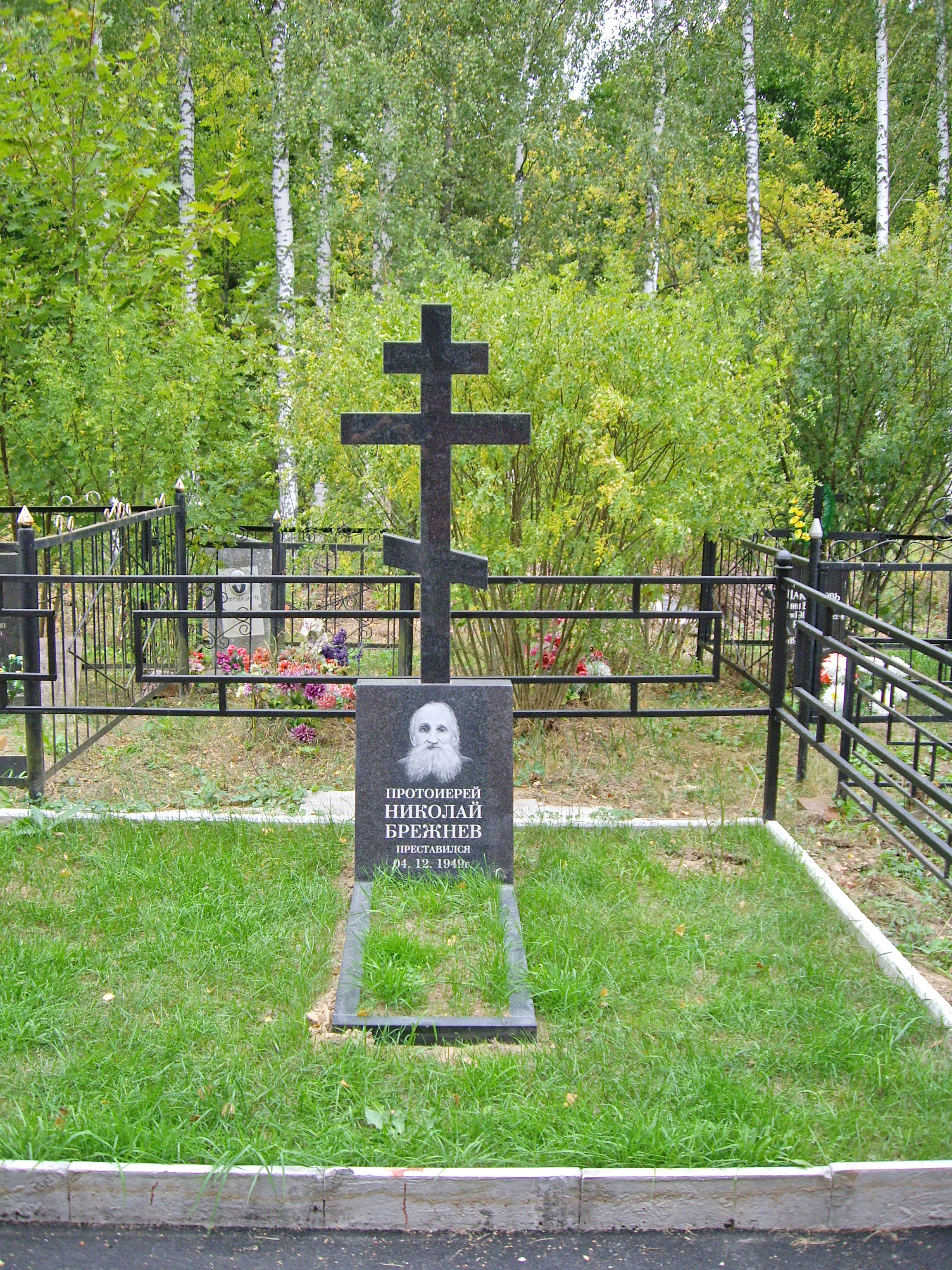
Могила протоиерея Николая Брежнева близ алтаря храма

Из священнослужителей известны: священник Поликарп Иоаннов (1780 г.), священник Василий Александров (1783 г.); священник Василий Васильев (1811—1849 гг.); священник Андрей Кедров (1849—1862 гг.); священник Павел Кедров (1861—1869 гг.); священник Павел Крылов (1869—1870 гг.): священник Илья Скворцов (1870 г.); священник Павел Вишневский (1913 г.).
10 сентября 2002 года указом митрополита Ювеналия назначен настоятелем иеромонах Никодим (Лунёв).
С 25 июля 2006 года настоятелем Никольского храма является священник Георгий Плотников.

## Устройство
Церковь построена из кирпича. Имеет три престола:
- в честь Святителя Николая — главный
- в честь иконы Божией Матери «Живоносный источник» — придел
- в честь иконы Божией Матери «Всех скорбящих радость» — придел